# Török Béla (vízilabdázó, 1990)
Török Béla (Szeged, 1990. március 23. –) magyar válogatott vízilabdázó. Édesapja dr. Török Béla ügyvéd, a Szeged egykori játékosa, 1993-tól 1999-ig a klub elnöke volt.

## Pályafutása
Pályafutása hatévesen Lihótzky Károly felügyelete mellett kezdődött, később Lengyel Gábor lett az edzője. A korosztályos bajnokságokban nevelőklubjával, a Szegedi Vízipóló Suli csapatával versenyzett, képességeit Lakó Gábor, Kárász Sándor, Dalmády Ernő, Éles Vilmos, végül Gyöngyösi András fejlesztették. Első élvonalbeli mérkőzését 2007. január 13-án a Neptun VSC ellen játszotta, a 18–3-ra megnyert találkozón három gólt dobott. 2007 nyarának végén tagja volt a máltai ifjúsági Európa-bajnokságon ezüstérmet, illetve a 2008-as junior világbajnokságon 8. helyen záró magyar válogatottnak is.
A játékosra felfigyelt Kemény Dénes szövetségi kapitány is, aki meghívta a válogatottba, majd a 2009. január 27-i, brandenburgi barátságos mérkőzésen vízbe küldte a németek ellen 9–4-es arányban megnyert találkozón. Török a magyar csapat utolsó, kilencedik gólját ötméteresből szerezte. A Szeged Betonnal 2009 áprilisában LEN-kupát nyert, a bajnokságban azonban csak az 5. helyen zárt.
2010-ben, 2011-ben és 2012-ben is a vízilabda-bajnokság harmadik helyén végzett csapatával, 2012 februárjában pedig történelmi jelentőségű eredménnyel bejutott a vízilabda Bajnokok Ligája legjobb nyolc csapata közé.
2012-ben fél év eltiltást kapott. A vízilabdázó doppingmintája orvosok által jóváhagyott vérnyomáscsökkentő miatt lett pozitív. Ennek szedésére Török Béla előzetesen kérhette volna az úgynevezett TUE engedélyt, ezt azonban elmulasztotta. Éppen ezért vétett a doppingszabályzat ellen, ezért hozott a doppingbizottság eltiltó határozatot.
2013-ban a Szolnok, 2014-ben a BVSC játékosa lett.

## Sikerei, díjai
Klubcsapatokkal
- LEN-kupa-győztes (2009 – Szeged Beton)
- Magyar Kupa-győztes (2011 – A-Híd Szeged Beton)

Válogatottakkal
- Ifjúsági Európa-bajnokság (Málta, 2007)